# الویرا کاستیا، کنتس تولوز
الویرا کاستیا (پیش از ۱۰۶۲–۱۱۵۱) کنتس تولوز و همسر سوم ریمون چهارم، کنت تولوز و همچنین وی دختر نامشروع آلفونسو ششم لئون و کاستیا بود. الویرا در سال ۱۰۹۴ با کنت تولوز ازدواج کرد و او را در نخستین جنگ صلیبی همراهی کرد. در حین نخستین جنگ و در جریان محاصره طرابلس، فرزند وی، آلفونسو به دنیا آمد. وی پس از مرگ ریمون، به کاستیل بازگشت و در سال ۱۱۱۷ با کنت فرناندو فرناندرز د کاریون ازدواج کرد و از وی صاحب سه فرزند شد.